# Darkstar (cómic)
Darkstar (Laynia Petrovna) (en español: Estrella Oscura) es un personaje que aparece en los cómics estadounidenses publicados por Marvel Comics. Creada por Tony Isabella y George Tuska, apareció por primera vez en The Champions #7 (agosto de 1976). Darkstar pertenece a la subespecie de humanos llamados mutantes, que nacen con habilidades sobrehumanas. Ella ha sido representada como miembro de varios súper equipos en su carrera, incluidos X-Corporation y Los Campeones de los Ángeles.

## Historial de publicaciones
Darkstar apareció por primera vez en Champions # 7 (agosto de 1976), y fue creado por Tony Isabella y George Tuska.
Ella se convirtió en un personaje regular en Campeones para el resto de la breve duración de la serie, aunque en realidad nunca se une al supergrupo titular. Una nota del escritor de la serie Bill Mantlo reveló que él pretendía que ella fuera un miembro «flotante» que iría y venía del libro como lo requería la ocasión.

## Historia

### Campeones
Laynia Petrovna y su hermano gemelo Nikolai Krylenko nacieron en Minsk. Cuando creció, ella se convirtió en una agente especial del gobierno soviético.
Darkstar fue visto por primera vez como parte de un soviético-super equipo reclutado para llevar a Natasha Romanoff (la Viuda Negra) de vuelta a la URSS. Ella gira a los lados, y luego se unió a los Campeones. El Campeón Iceman está enamorado de ella, pero Laynia no responde a sus sentimientos. Ella ayuda a los campeones en algunas misiones más antes de regresar a Rusia, dejando atrás un Iceman devastado.

### Supersoldados Soviéticos
Darkstar se convirtió en miembro de los Supersoldados Soviéticos con su hermano Nikolai, (alias Vanguard), y el quinto es el Dínamo Carmesí. Los Supersoldados Soviéticos lucharon contra Iron Man y la jota de corazones en la luna. Las Grandes Soldados terminaron ayudando a los héroes en la lucha contra renegados Rigelianos liderados por el comandante Arcturus. Ayudar a las personas a las que fueron enviados a detenerse se convirtió en un hábito para el grupo.
Más tarde, Darkstar y Vanguard fueron enviados junto con el nuevo supersoldado soviético Ursa Mayor por la KGB para derrotar a Sergei de la Presencia. Lucharon con Sergei y el segundo Guardián Rojo, pero luego Darkstar y Vanguardia se enteraron de que Sergei era su padre, y que el Profesor Phobos habían explotado los Grandes Soldados. Darkstar ayudó en la liberación de Sergei y Starlight, y derrotar a Fobos.
Los Supersoldados soviéticos fueron enviados por el gobierno soviético a Khystym para luchar contra el Gremlin. Lucharon con los Caballeros Espaciales, Rom y Starshine, pero más tarde se aliaron con ellos contra los Espectros Directos. Los Grandes Soldados terminaron su amistad con el Gremlin en lugar de luchar contra él.
Más tarde, los Supersoldados soviéticos acuerdan ayudar a llevar a Magneto ante la justicia. Lucharon contra los Vengadores, pero se volvieron contra el Dínamo Carmesí cuando resultó que había estado manipulando eventos.
El exsupersoldado soviético Darkstar, Vanguard, y la Ursa Mayor finalmente desertó a los Estados Unidos en busca de asilo político. Llegaron a la Isla de los Vengadores, pidiendo ayuda al Capitán América. Fueron golpeados casi hasta la muerte por los Soviéticos Supremos, que habían sido disfrazados como miembros de los Vengadores. Las mentes subconscientes comatosos de los supersoldados formaron una "Gran Bestia" que siguió a los Soviéticos Supremos de nuevo a la URSS y trató de matarlos. El Capitán América persuade a la "Gran Bestia" para que se retire, y los tres supersoldados más tarde recuperan el conocimiento y se recuperan de sus heridas.
Los soviéticos Grandes Soldados fueron finalmente capturados y devueltos a la Unión Soviética. Ellos fueron rescatados por un hombre conocido como Blind Faith, y su equipo llamaron a los Exiliados (que no debe confundirse con el equipo de la realidad de salto de los Exiliados), a quien se unió.
Más tarde, cuando los soviéticos Superiores (que había cambiado su nombre por el Protectorado del Pueblo) fue rebautizada la Guardia Invernal, Darkstar fue reclutado de nuevo en el equipo. Después de que el equipo también se disolvió, Darkstar y Vanguard se asociaron con un mutante de Rusia equipo, y más tarde se unieron con su padre, la Presencia. 
Después que Vanguard muere en la misión Starbrand, liderado por Quasar, Darkstar y su padre Sergei deciden matar a Quasar, que les permite creen que han tenido éxito, mientras que de hecho ha dejado la Tierra.

### Muerte
Más tarde, se revela que Darkstar se unió a la X-Corporación en París, en la que ella estaba poseída por Arma XII, una creación de la Proyecto Arma Plus, y posteriormente fue asesinado por Fantomex. El funeral se celebró en su honor en Père Lachaise en París, donde fue enterrado.
Darkstar es resucitado temporalmente por medio del Virus Transmode para servir como parte de Selene y su ejército de mutantes fallecidos, durante el asalto a la nación mutante de Utopía.

### Nueva Darkstar
Una nueva Darkstar pelirroja apareció por primera vez como miembro de la Guardia Inviernal en Hulk # 1. Su nombre se reveló como Sasha Roerich. Como ella reveló durante una sesión de asesoramiento, que fue modelado genéticamente para parecerse a la Darkstar anterior. Después de haber sido alterado por la presencia de nuevo, su cuerpo traicionó en sí - y ella se transformó en una bestia de múltiples tentáculos Fuerza Oscura. Ella fue asesinada por Guardián Rojo. 
Con la muerte de Sasha, Reena Stanicoff tomó el puesto. Reena fue asesinada durante un ataque a la sede de la Guardia Invernal por un Espectro Directo, que entonces comenzó a asumir su forma. A pesar de que la Guardia Inviernal luchó contra el ataque, Reena por su muerte fue posteriormente cubierto por el gobierno.

### Laynia Renace
El Espectro Directo que asumió la forma de Reena de repente se siente abrumado y tomado por la energía de la Fuerza Oscura. La Darkstar original (Laynia Petrovna) toma el control de la criatura y se resucita a sí misma. Después de haber traído a sí misma de nuevo a la vida, se reunió con su hermano Vanguard y desde entonces ha vuelto al servicio activo junto tanto su hermano y la Ursa Mayor. Ella fue visto luchando contra Hyperion.
Laynia, junto con los otros miembros de la Guardia de Invierno, fue lanzada al espacio por el Intelligencia, un equipo formado por algunos de los villanos más inteligentes del Universo Marvel.

## Poderes y habilidades
Darkstar es un mutante que puede acceder psiónicamente la energía extradimensional de la Fuerza Oscura dimensión, lo que le otorga una serie de habilidades sobrehumanas. Ella está conectado a la Fuerza Oscura dimensión por medio de su conciencia de ser divididos entre su cuerpo físico y una representación de la Fuerza Oscura misma, tanto simbióticamente vinculados. Darkstar puede pues utilizar la Fuerza Oscura para diversos fines. Ella puede causar Fuerza Oscura a comportarse como materia o energía. Muy a menudo se proyecta que los objetos sólidos controlados mentalmente tan simples que poseen la densidad del acero como tenazas, anillos, columnas y esferas, o como vigas de fuerza de conmoción. Si Darkstar es inconsciente de cualquier Fuerza Oscura construye de su toma de inmediato disiparse. Darkstar puede teletransportarse a sí misma y hasta otros tres mediante la apertura de un portal en la dimensión Fuerza Oscura y viajar a través de él. La distancia máxima que puede teletransportarse nunca ha sido revelado. Debido a cruzar la dimensión Fuerza Oscura desorienta su sentido de la orientación, y la luz de la Tierra su ciega durante varios segundos al resurgimiento, viajando de esta manera es arriesgado.
Darkstar puede levitar a sí misma y volar a velocidades subsónicas mediante la generación de un portal prácticamente invisible en la Fuerza Oscura dimensión a lo largo de los contornos de su cuerpo, sin pasar a través de él, entonces el equilibrio de la fuerza de atracción de la dimensión frente a la de la gravedad de la Tierra. Los límites superiores de sus poderes son aún desconocidos.
Darkstar es un combatiente mano a mano hábil, después de haber sido entrenado por la KGB y de la Viuda Negra. Ella domina el ruso y el inglés.
Mientras que el traje original de Darkstar fue diseñado por el gobierno soviético y fue hecho de un tejido elástico sintético aislante contra el frío, los otros dos Darkstars tenían trajes que fueron compuestas de material Fuerza Oscura.

## Otras versiones

### Civil War: House of M
- Darkstar es visto como un miembro de los soviéticos Grandes Soldados.[22]

### Otros
- En la Tierra 3740, la línea de tiempo natural de Heather Hudson de la dimensión-saltando Exiliados, la Unión Soviética todavía existe. Darkstar es parte de los soviéticos Grandes Soldados.[23]
- Una versión alternativa de Darkstar se demostró en otro universo. Fue miembro de la Guardia Republicana, el equipo sobrehumana de Rusia, junto a Dínamo Carmesí, Omega Rojo, Gremlin, y el Hombre de Titanio.[24]

## En otros medios

### Televisión
- Darkstar aparece como estrella invitada en el episodio de X-Men, "Red Dawn".[25]Esta versión inicialmente funciona como ejecutora de un grupo de generales rusos que buscan restablecer la Unión Soviética hasta que ella se entera de su trabajo con Omega Red y trabaja con los X-Men para detenerlos. El poder de Darkstar se altera aquí ya que parece ser una manipuladora de energía en lugar de una usuaria de la Dimensión Oscura.
  - Darkstar regresa en el episodio de X-Men '97, "La tolerancia es extinción - Parte 3". Ella, junto con Dínamo Carmesí y Omega Red, fueron vistas brevemente luchando contra los Centinelas Prime de Bastion.[26]
- Darkstar aparece en Avengers Assemble, segunda temporada, episodio 18, "Los Vengadores Secretos", expresada por Laura Bailey en un acento ruso.[27] Esta versión, ella es un miembro de la Guardia Invernal.
- Darkstar aparece en Marvel Future Avengers, con la voz de Eri Saito en japonés y Kari Wahlgren en inglés.[28]Esta versión es un miembro de la Guardia Inviernal.

### Videojuegos
Darkstar aparece como personaje jugable en Lego Marvel Super Heroes 2.